# Cobi Jones
Cobi Jones (Cobi N'Gai Jones, Michigan, Detroit, 1970. június 16. –) amerikai válogatott labdarúgó. Középpályásként és csatárként is bevethető játékos.

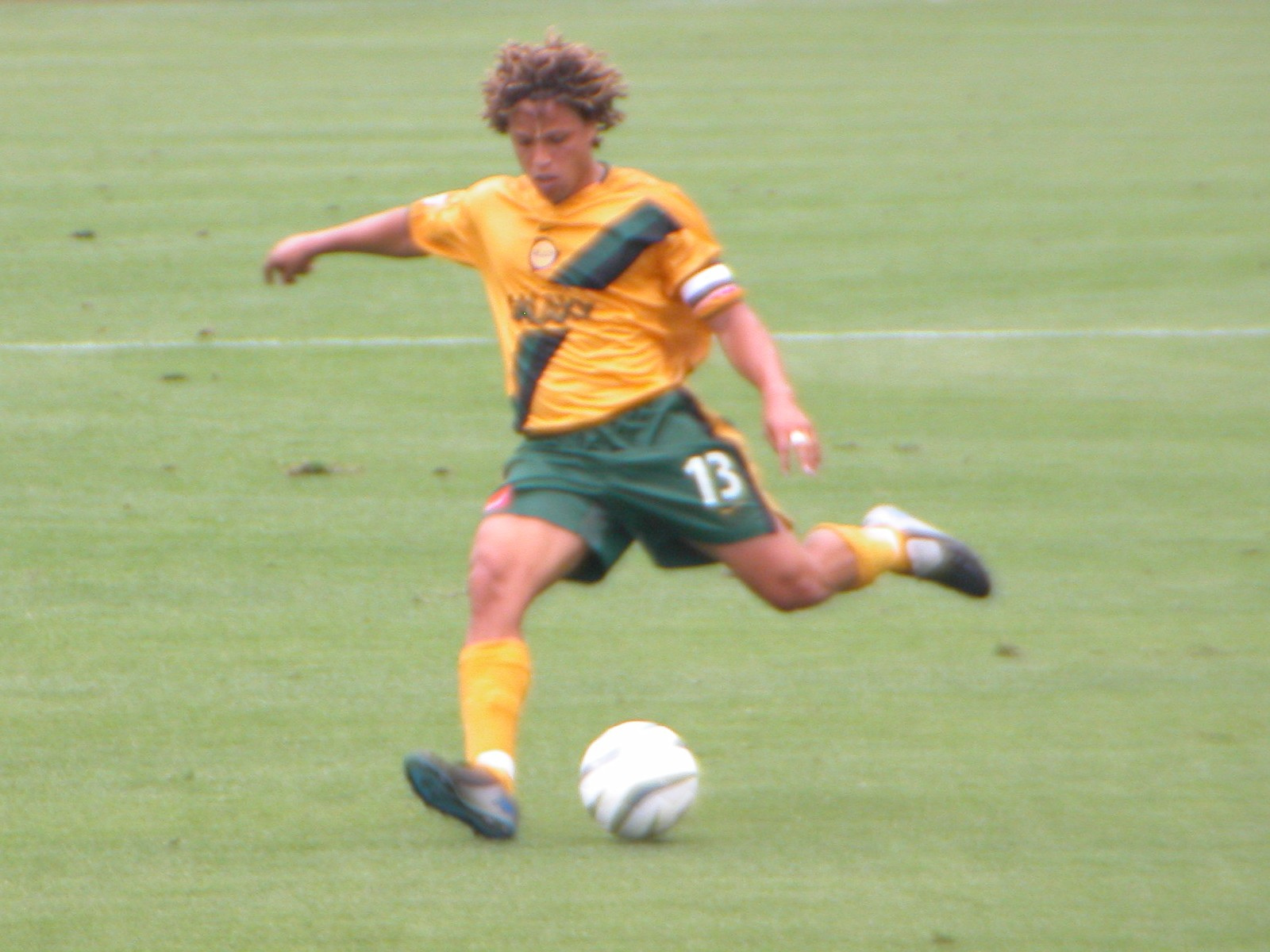
A Los Angeles Galaxy mezében.

Jones 164-szer szerepelt az amerikai válogatottban (15 gól és 22 gólpassz fűződik a nevéhez), amivel ő tartja hazája rekordját. Először a nemzeti tizenegyben 1992. szeptember 3-án, Kanada ellen játszott. Szerepelt az 1994-es, 1998-as és a 2002-es labdarúgó VB-n is. 1992-ben a barcelonai olimpián is részt vett.
Jones jelenleg az MLS-ben szereplő Los Angeles Galaxy játékosa, ahová 1996-ban, a liga indulásakor szerződött. Egyike volt azon válogatott játékosoknak, akik hazaszerződtek az új bajnokság indulásakor, ő a brazil Vasco da Gama csapatát hagyta el, ahol fél évet töltött. Korábban szerepelt az angol Coventry City csapatában a 94/95-ös szezonban.
Profi karrierjét megelőzően az UCLA egyetemi csapatában játszott, ahol 90 mérkőzésen 23 gólt lőtt.
Az amerikai bajnokságban legjobb szezonja az 1998-as volt, amikor második lett a pontlistán (19 gól+13 gólpassz), bekerült az MLS Év csapatába és őt választották az év játékosának is. 2006-ban már ő volt az egyetlen a liga történetében, aki abban a csapatban szerepelt, mint 1996-ban, a kezdetekkor. Jones MLS karrierje során 281 mérkőzésen 66 gólt lőtt, emellett 86 gólpasszt jegyez (ő a Galaxy rekordere mindhárom kategóriában). A bajnoki rájátszásban további 45 mérkőzésen szerepelt (6 gól + 13 gólpassz).

## Pályafutásának statisztikája
| Szezon   | Csapat             | Bajnokság | Mérkőzés | Gól | Gólpassz |
| -------- | ------------------ | --------- | -------- | --- | -------- |
| 1994-95  | Vasco da Gama      | BRA       | 0        | 0   |          |
| 1995-96  | Coventry City      | ENG       | 21       | 2   |          |
| 1996     | Los Angeles Galaxy | MLS       | 28       | 7   | 4        |
| 1997     | Los Angeles Galaxy | MLS       | 26       | 7   | 9        |
| 1998     | Los Angeles Galaxy | MLS       | 24       | 19  | 13       |
| 1999     | Los Angeles Galaxy | MLS       | 28       | 8   | 8        |
| 2000     | Los Angeles Galaxy | MLS       | 25       | 7   | 6        |
| 2001     | Los Angeles Galaxy | MLS       | 22       | 6   | 10       |
| 2002     | Los Angeles Galaxy | MLS       | 19       | 3   | 13       |
| 2003     | Los Angeles Galaxy | MLS       | 28       | 2   | 8        |
| 2004     | Los Angeles Galaxy | MLS       | 23       | 0   | 5        |
| 2005     | Los Angeles Galaxy | MLS       | 31       | 3   | 6        |
| 2006     | Los Angeles Galaxy | MLS       | 27       | 4   | 4        |
| 2007     | Los Angeles Galaxy | MLS       | 25       | 4   | 5        |
| összesen |                    | MLS       | 306      | 70  | 91       |